# Journal für Verbraucherschutz und Lebensmittelsicherheit
Das Journal für Verbraucherschutz und Lebensmittelsicherheit (kurz: JVL, englisch: Journal of Consumer Protection and Food Safety) ist eine wissenschaftliche Zeitschrift, die vom deutschen Bundesamt für Verbraucherschutz und Lebensmittelsicherheit herausgegeben wird. Die Zeitschrift erscheint seit 2006 im wissenschaftlichen Springer-Verlag mit vier Heften pro Jahr, wobei häufig noch ein bis zwei Sonderhefte im Jahr zusätzlich erscheinen.
Das Journal „publiziert von Experten begutachtete Wissenschaftsartikel aus den Bereichen Lebensmittel, Futtermittel, Bedarfsgegenstände, Pflanzenschutzmittel, Tierarzneimittel, Gentechnik und gesundheitlicher Verbraucherschutz.“
Die Beiträge erscheinen teilweise in Deutsch, teilweise in Englisch. Neben dem wissenschaftlichen Teil erscheinen amtliche Mitteilungen und Berichte und Ankündigungen des Bundesamtes für Verbraucherschutz und Lebensmittelsicherheit. Seit 2009 wird das Journal bei Thomson ISI (Institute for Scientific Information) gelistet, das einen Impact Factor aus den Zitationen des Journals errechnet.
Die Abstracts der Zeitschrift werden in mehreren Datenbanken indexiert: Science Citation Index Expanded (SciSearch), Journal Citation Reports/Science Edition, SCOPUS, Chemical Abstracts Service (CAS), Google Scholar, CSA, CAB International, Academic OneFile, CAB Abstracts, EMBiology, Food Science and Technology Abstracts, Gale, Global Health, OCLC, PASCAL, SCImago und Summon by ProQuest.